# Famagusta
Famagusta (em grego:  Αμμόχωστος, transl.: Ammóchostos) é uma cidade da localizada no distrito de Famagusta, Chipre,  antigo porto localizado na parte leste da ilha e atualmente sob o domínio da República Turca Norte de Chipre.
Famagusta é famosa por uma belíssima construção do período veneziano, a muralha que circunda a parte antiga da cidade. No que diz respeito à arquitetura, destaca-se também por uma igreja do mesmo período, convertida em mesquita depois da invasão pelos turcos otomanos.

### Históricas construções de Famagusta

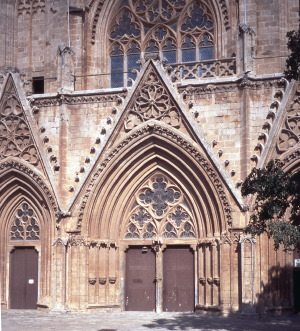
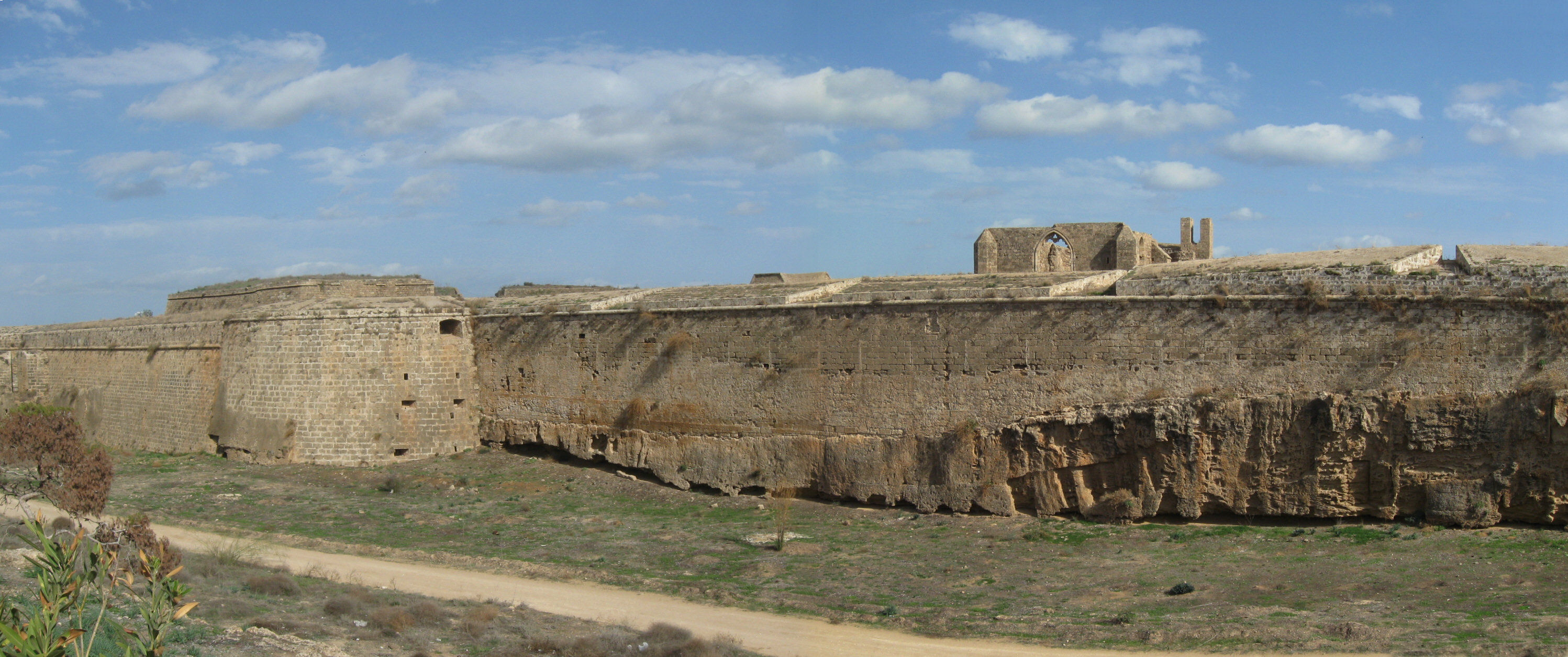
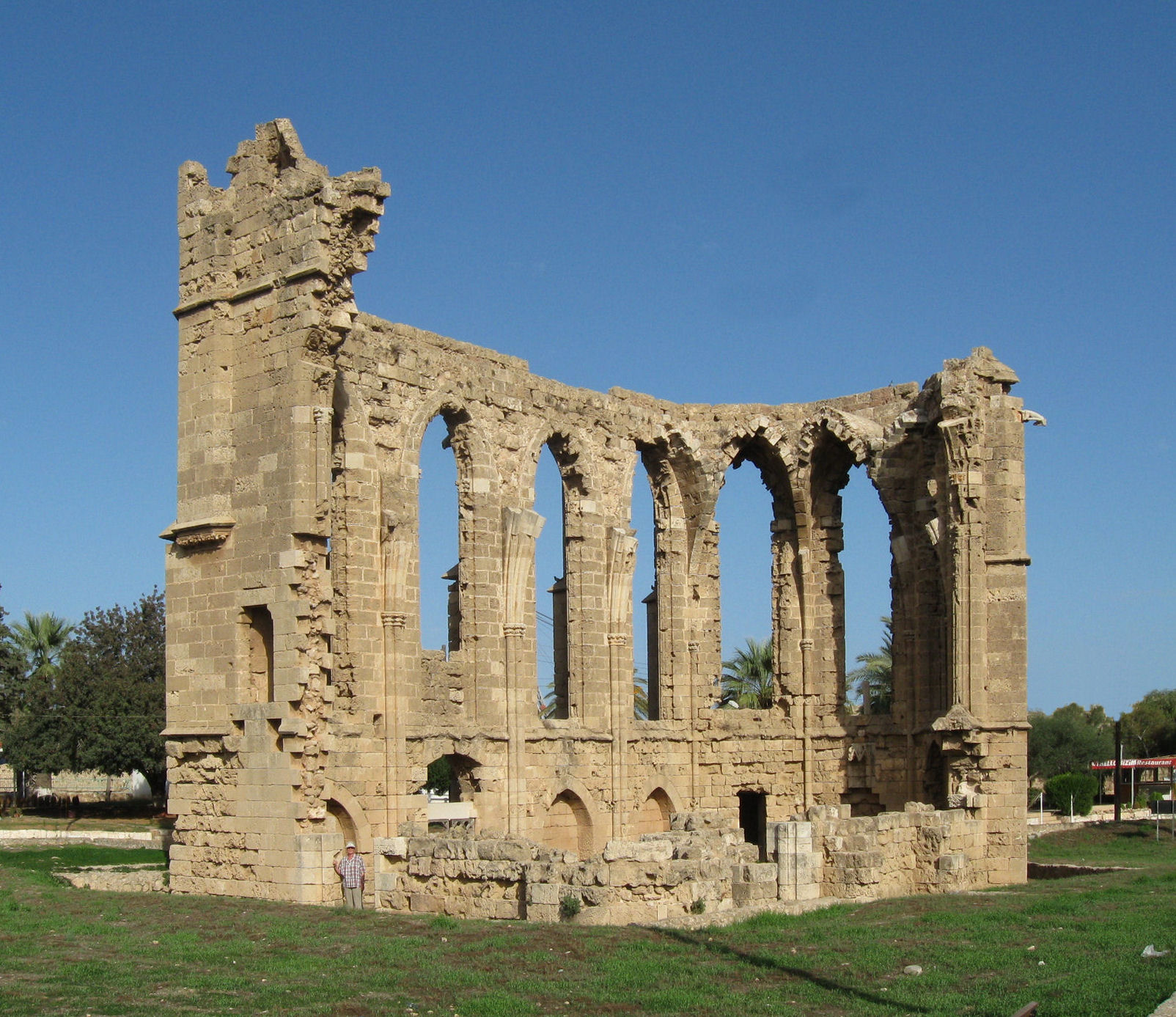
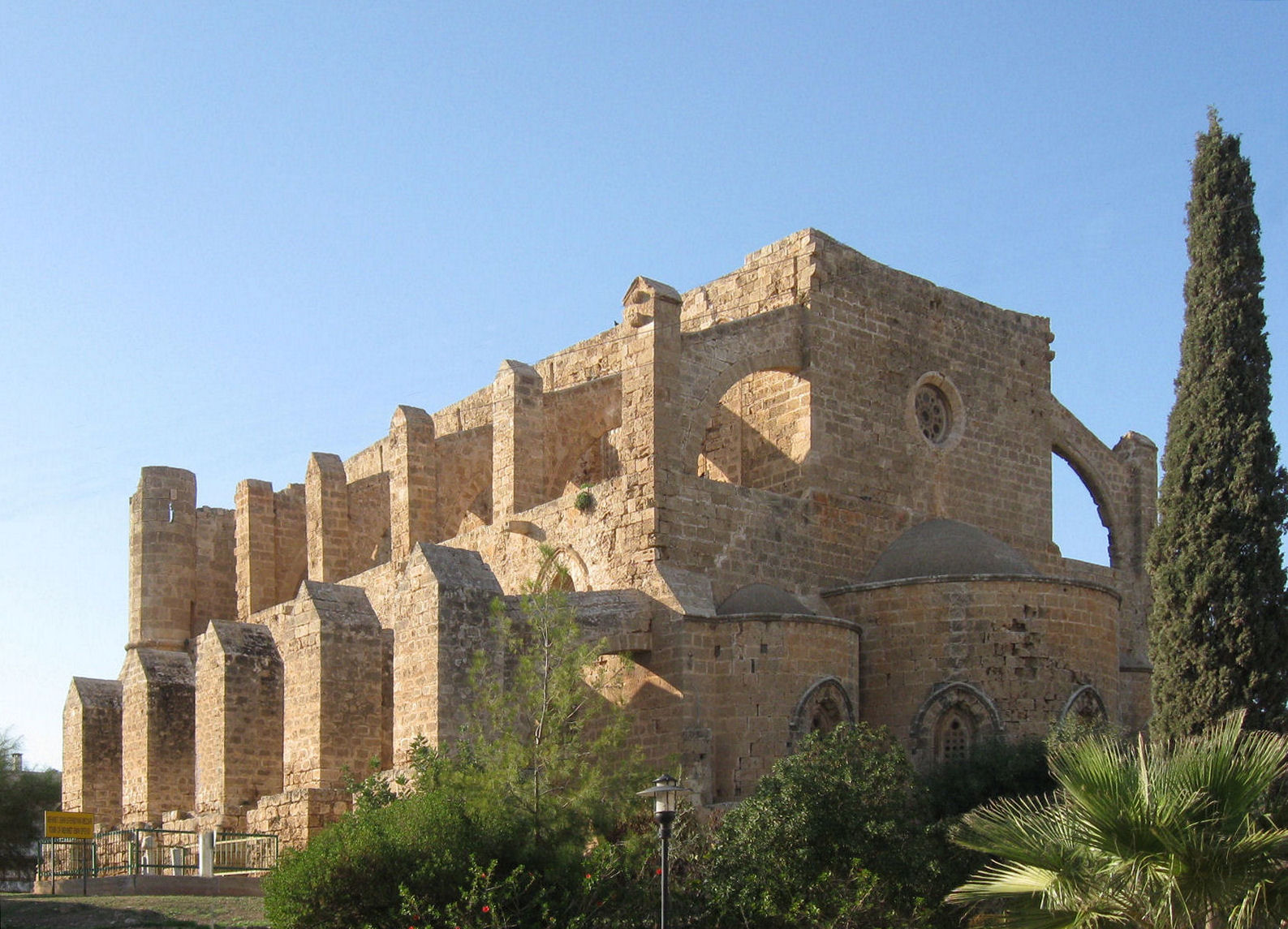
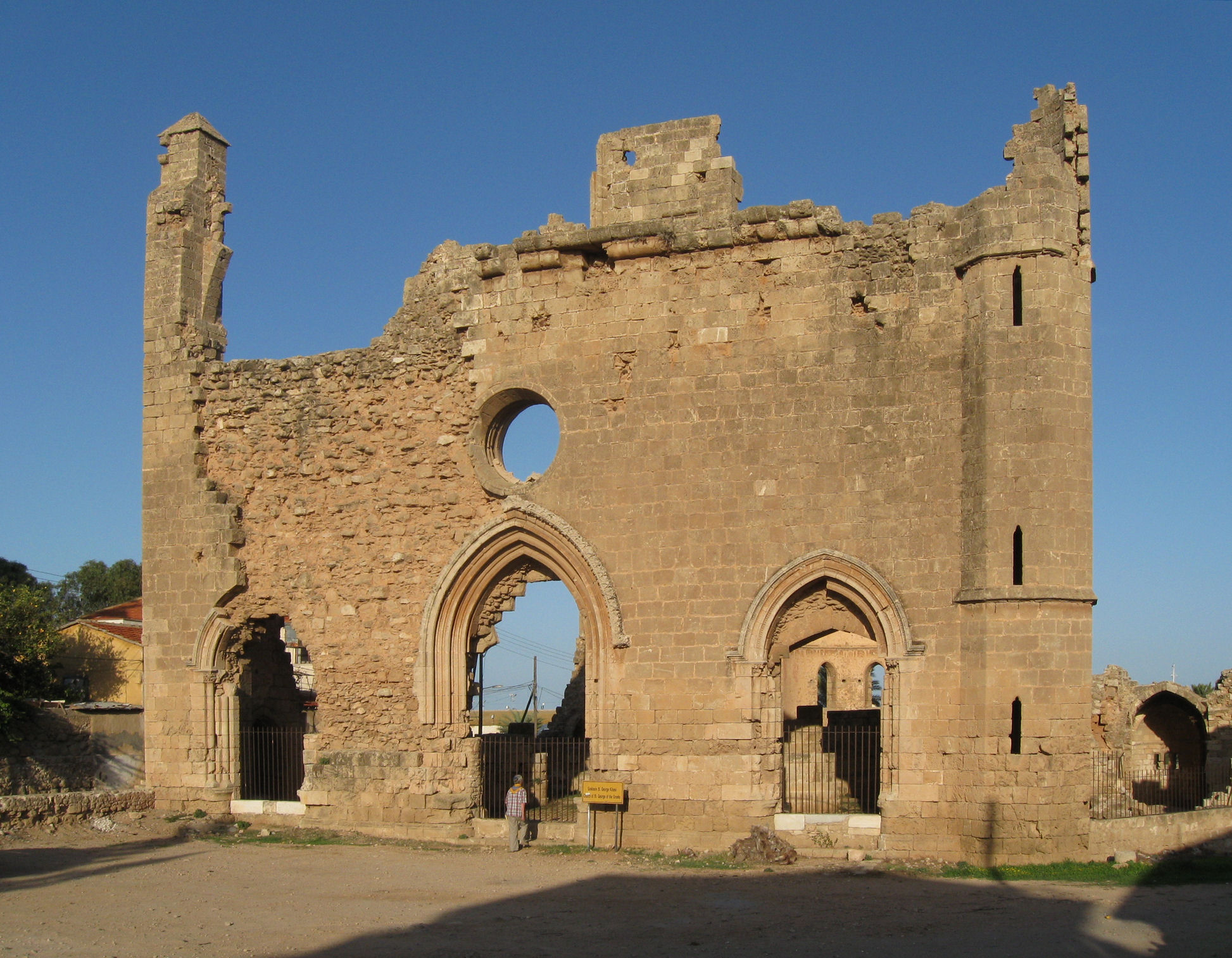
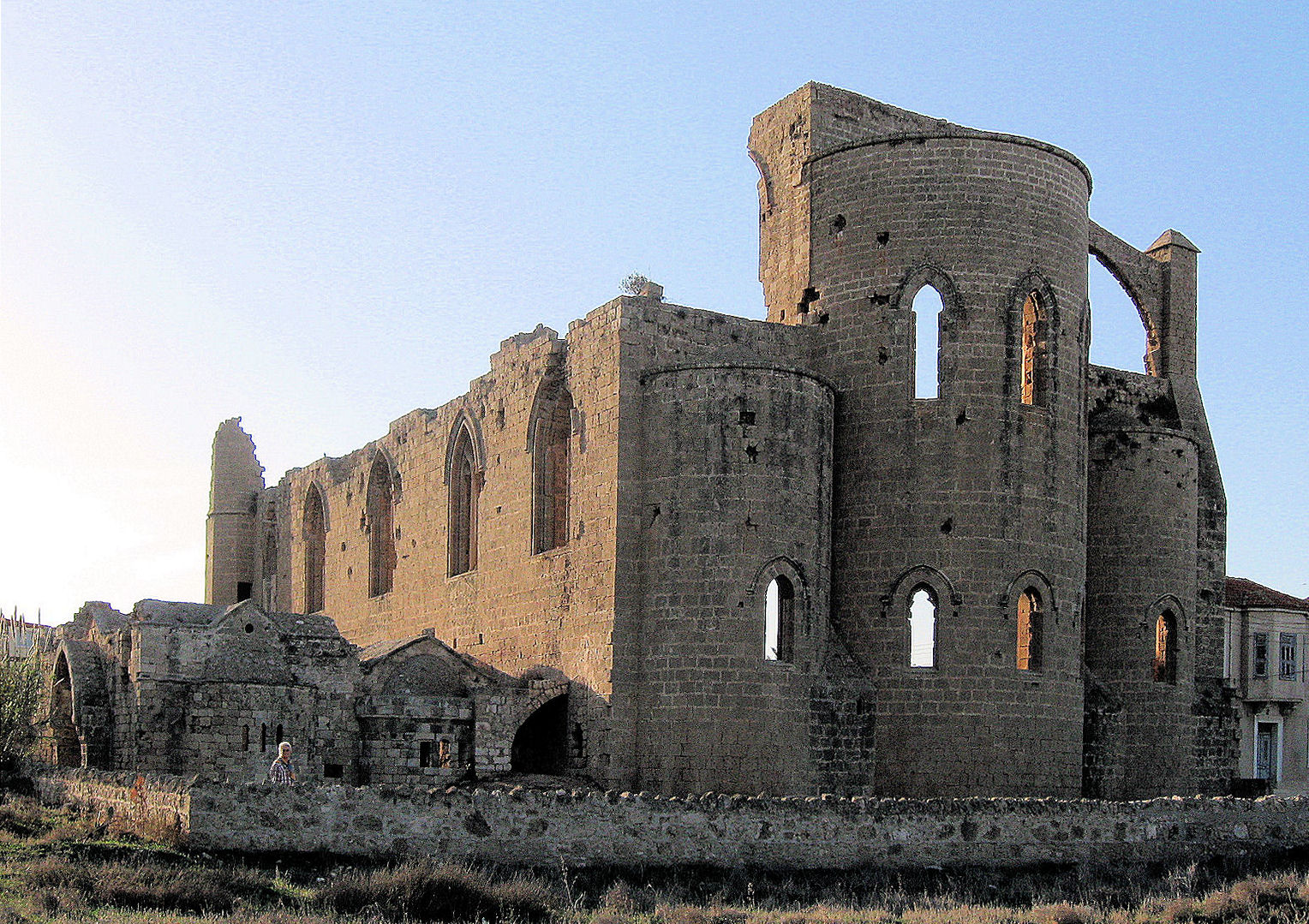
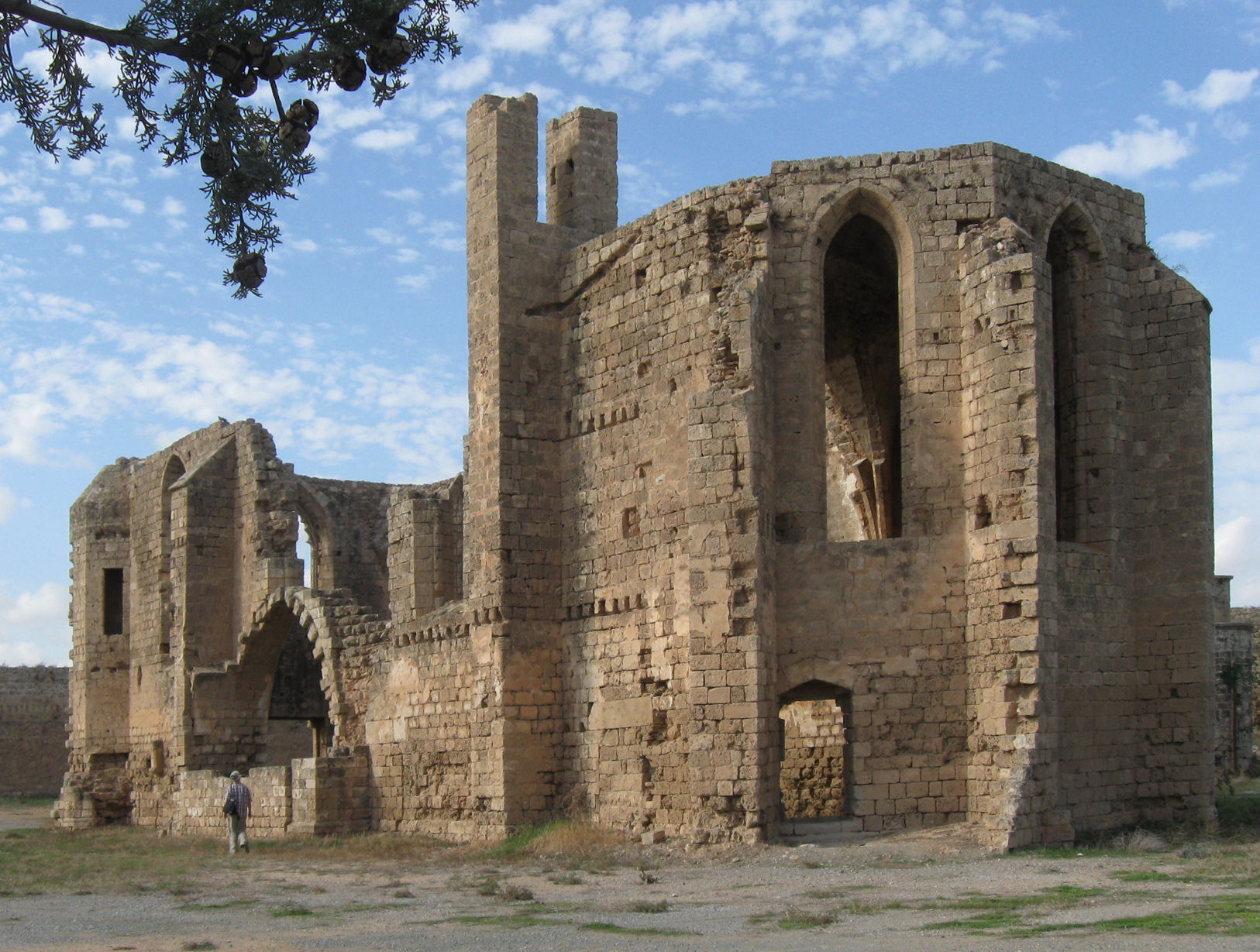
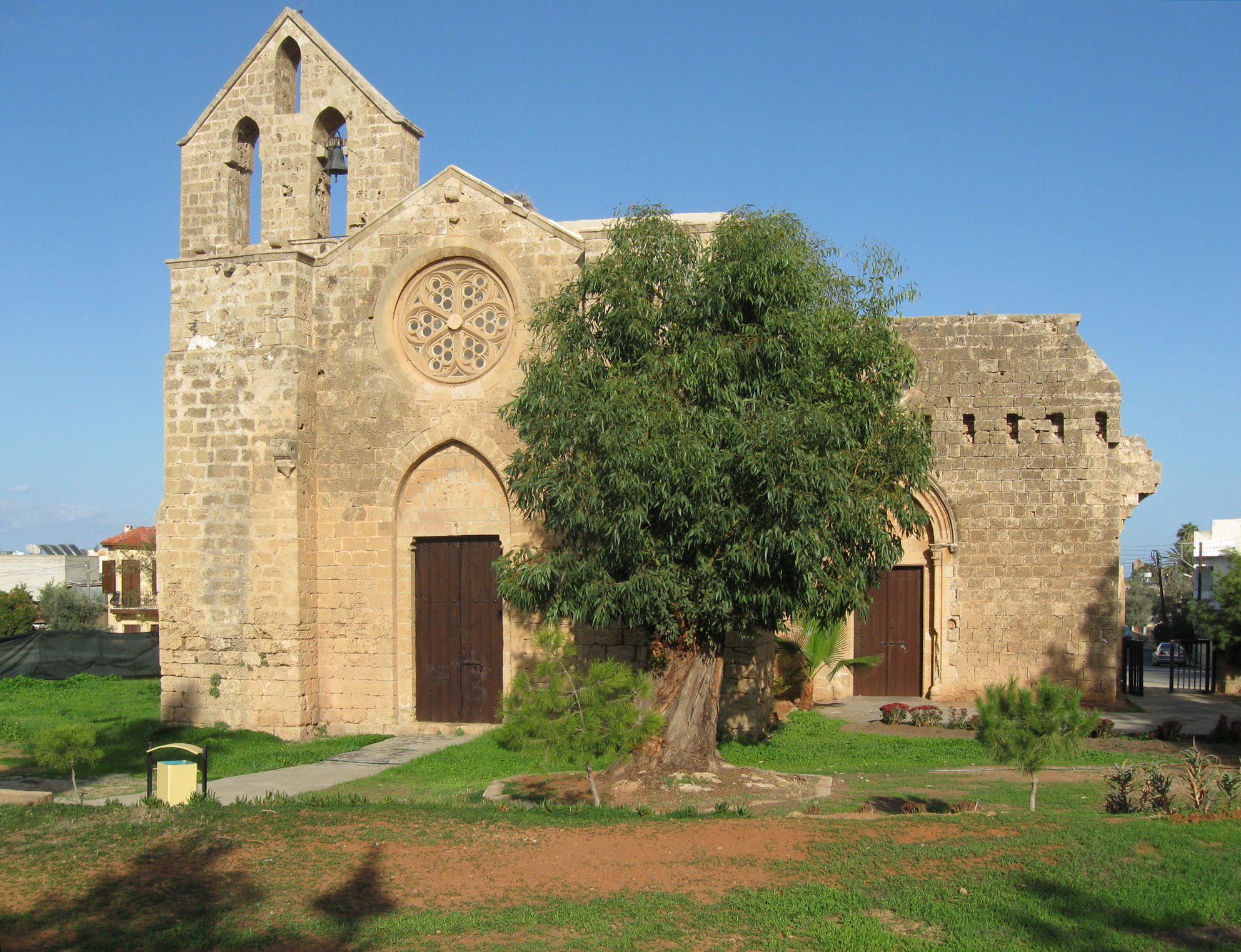
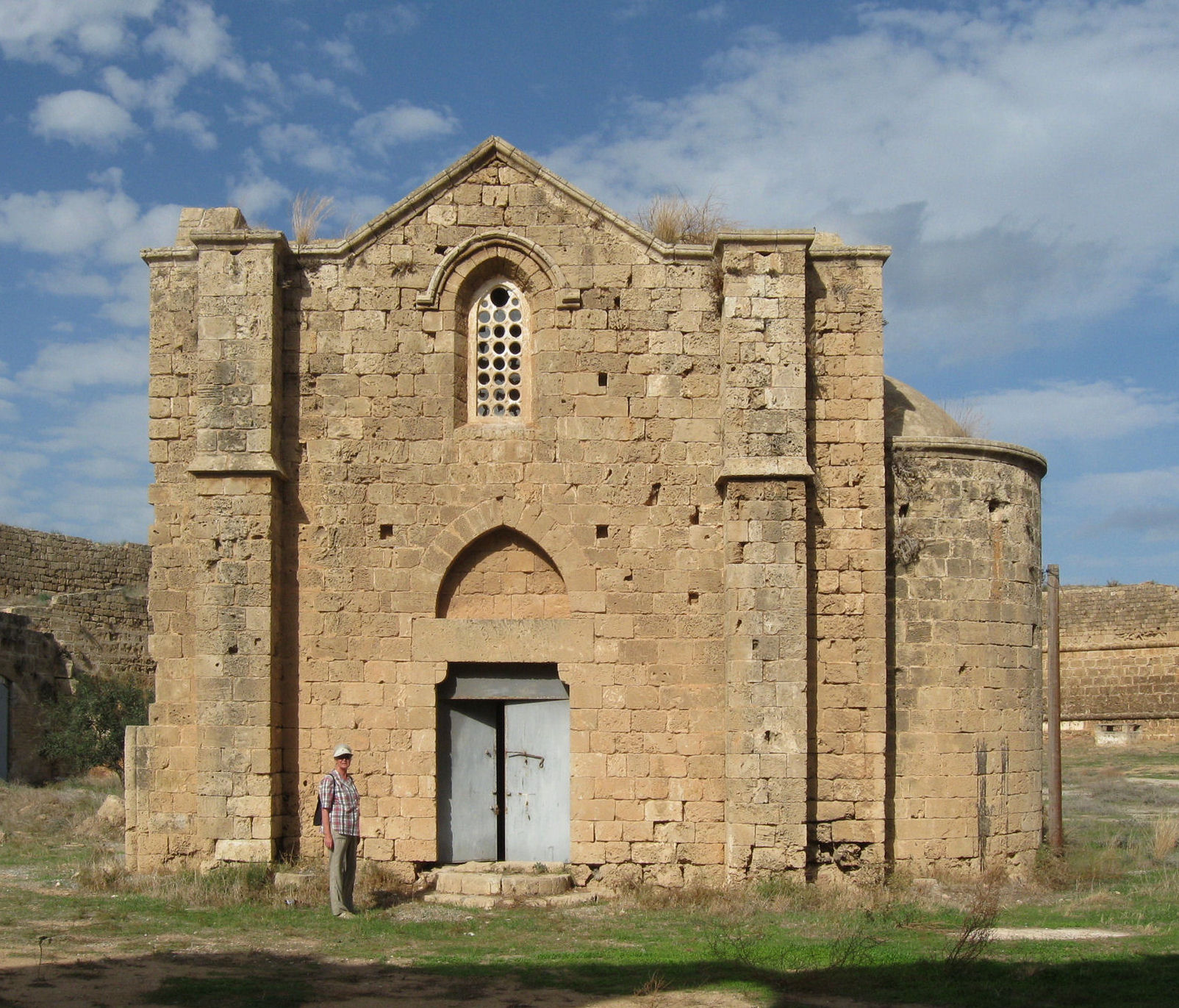
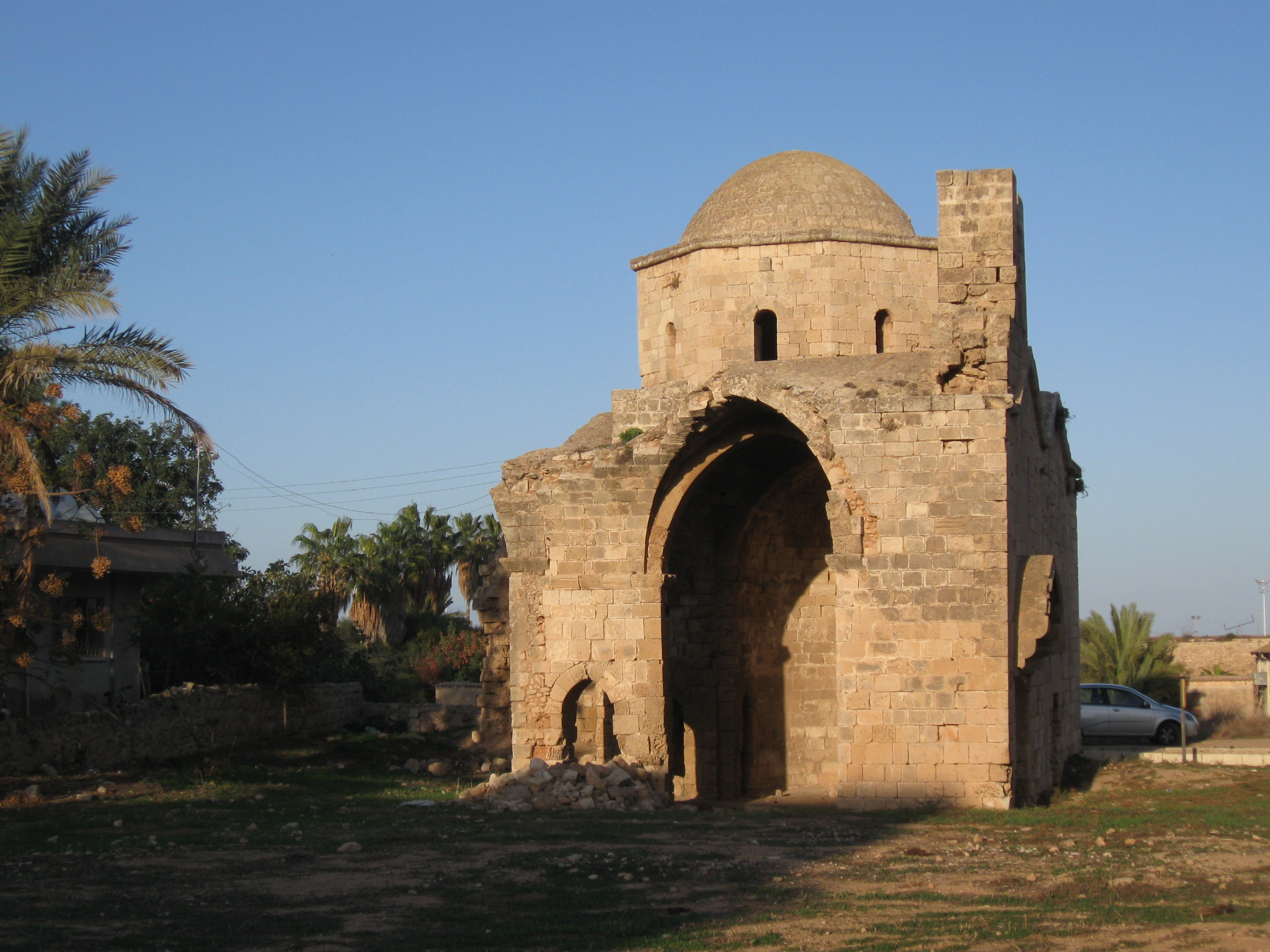
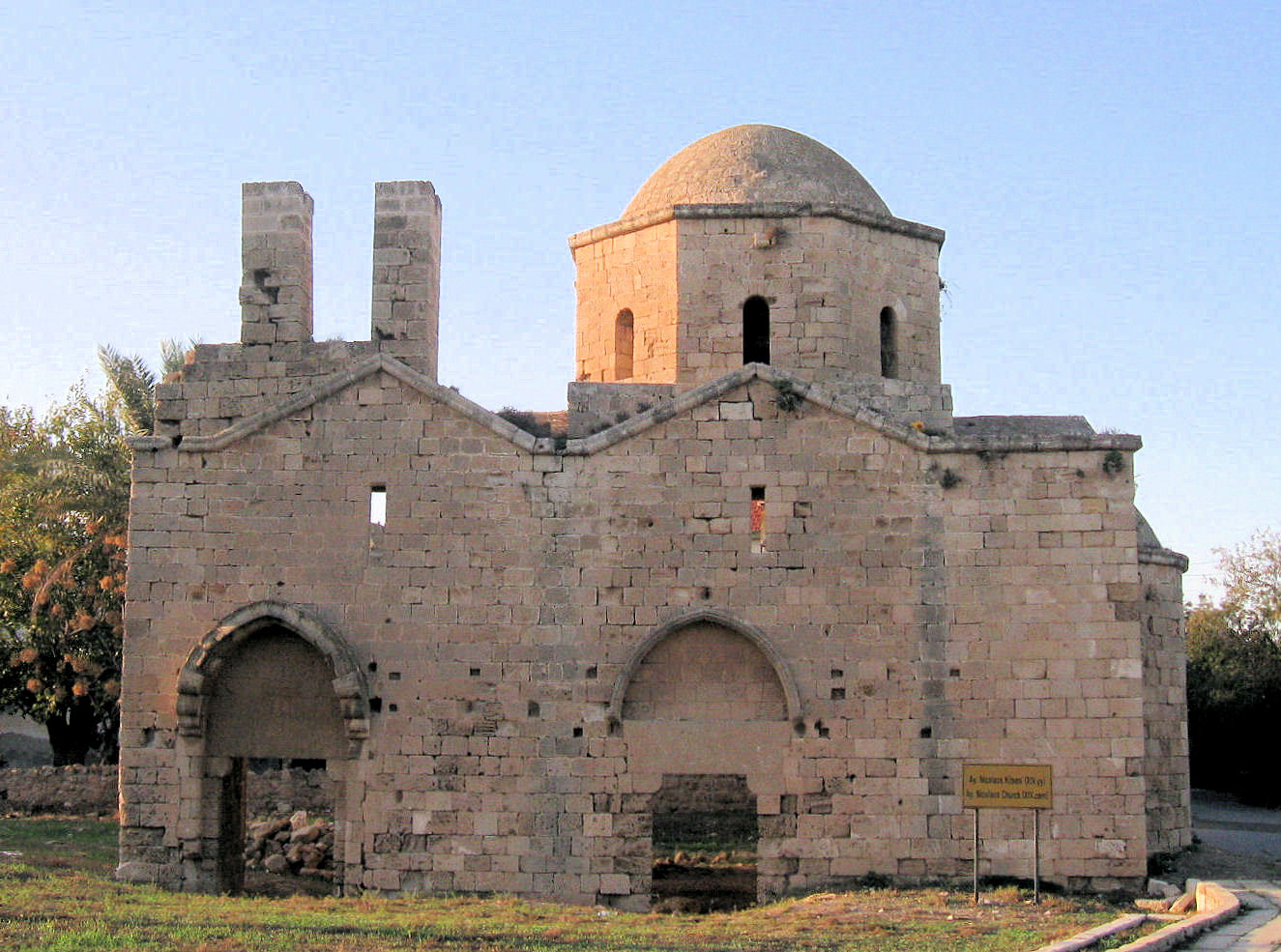
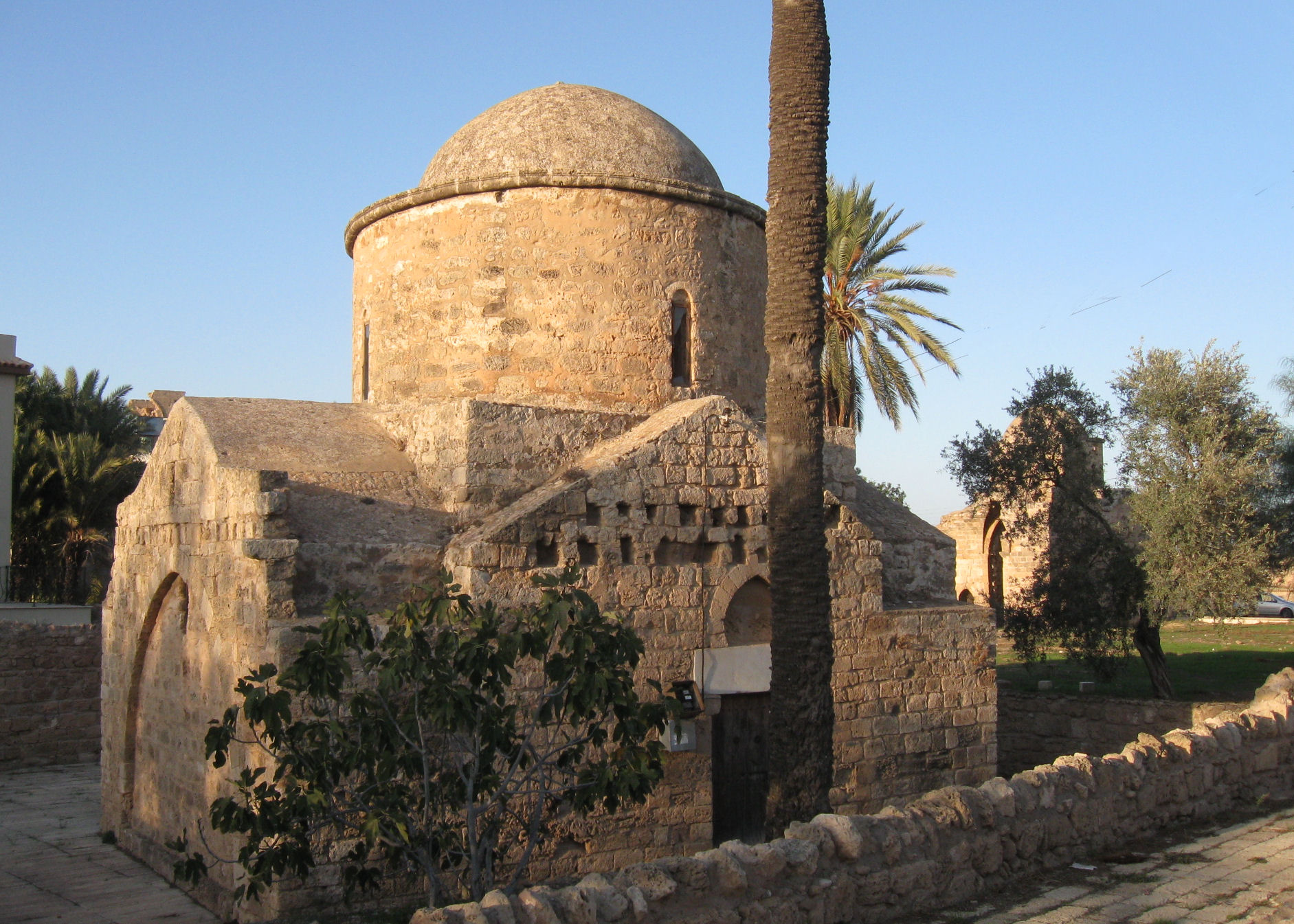

### Varosha (subúrbio)

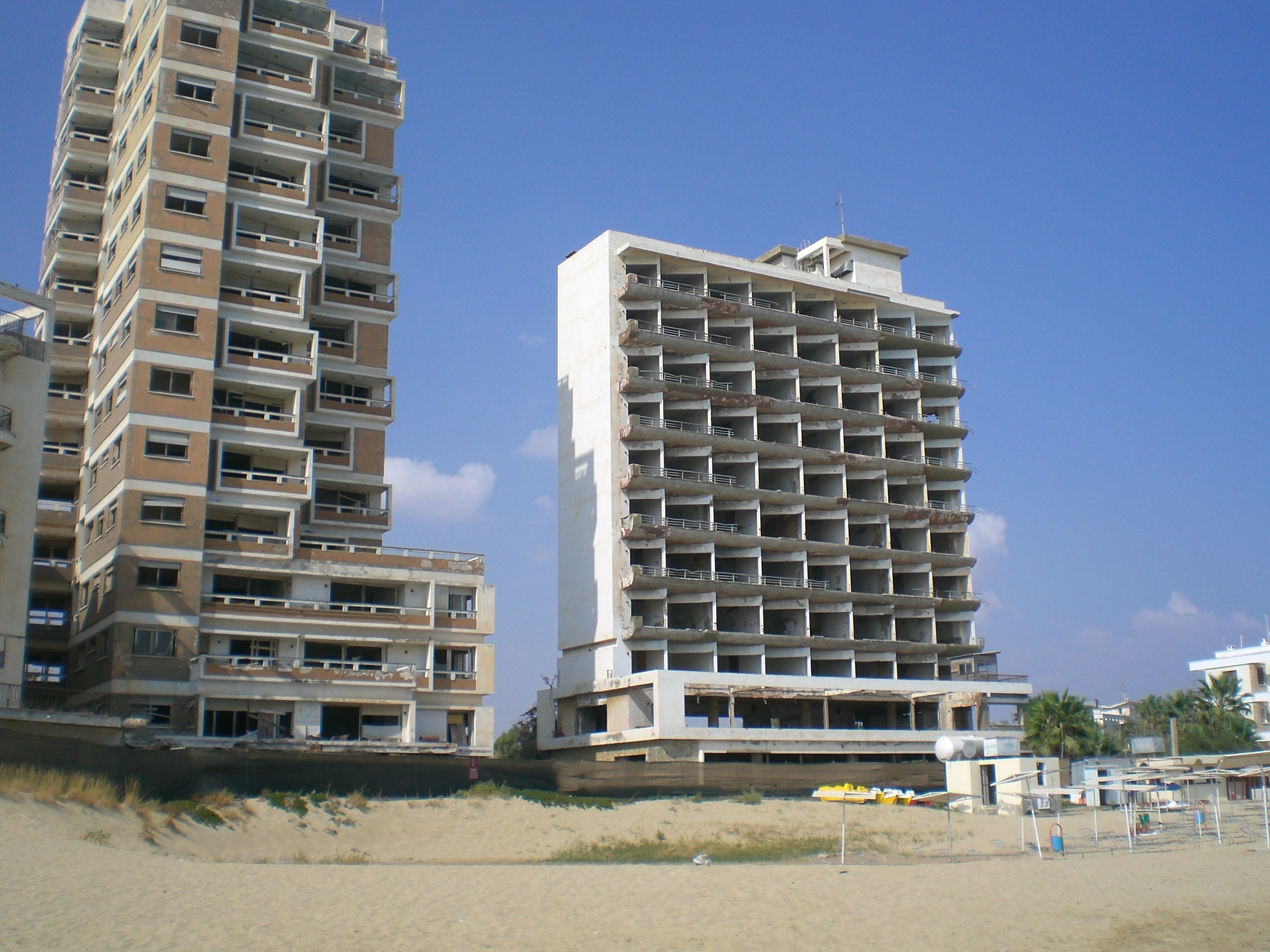
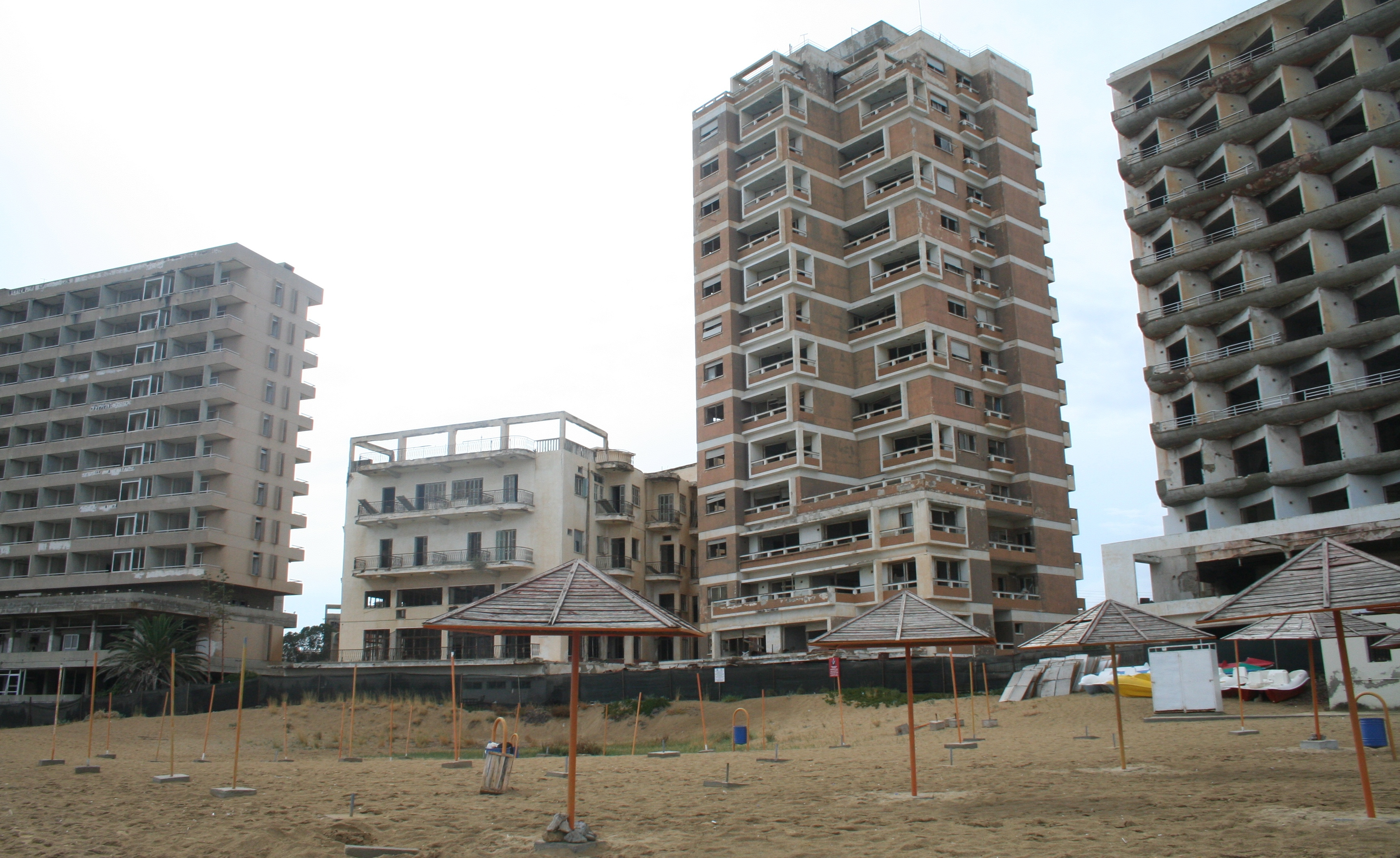
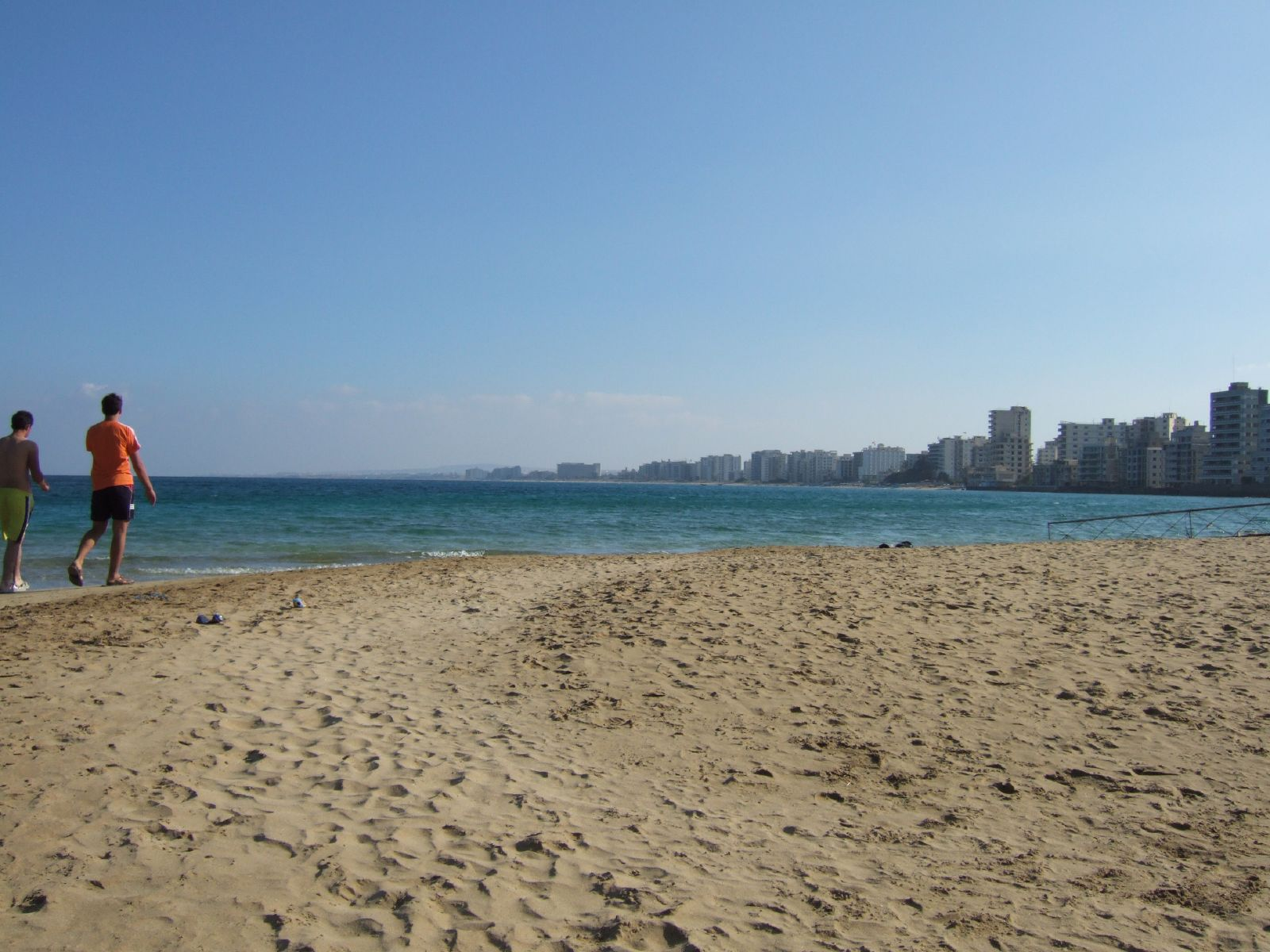
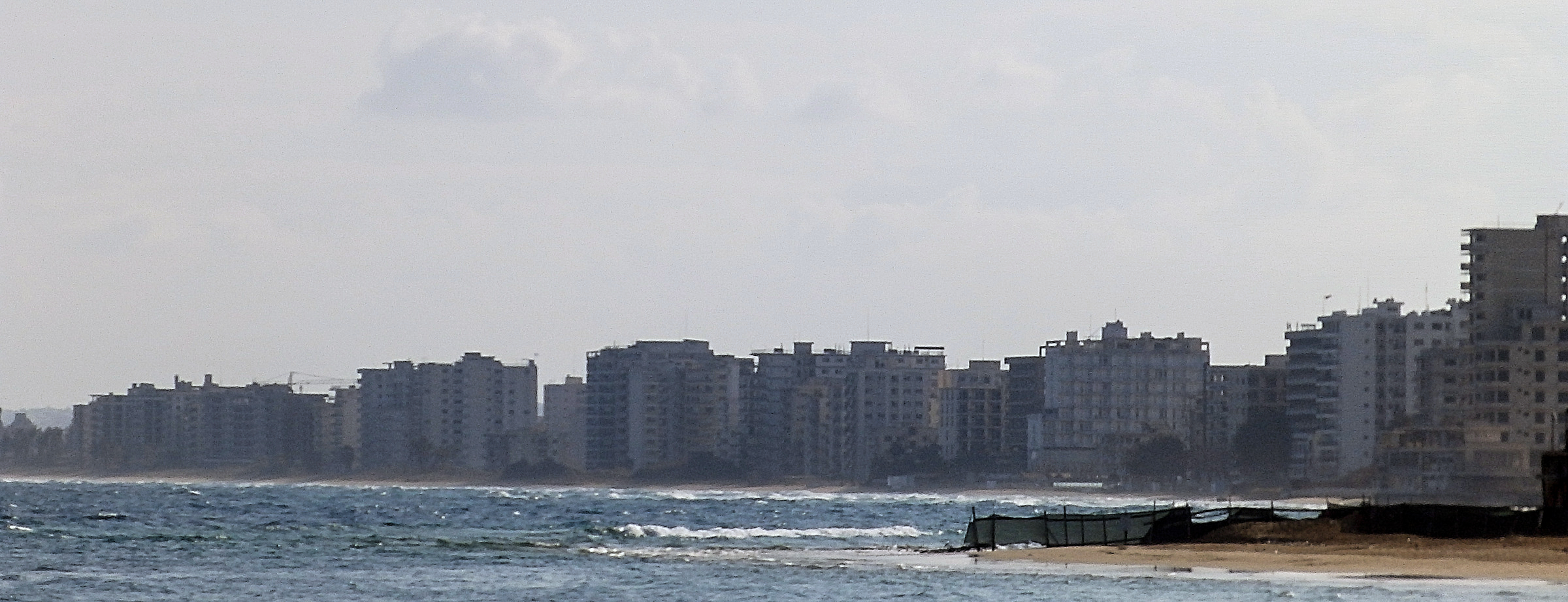
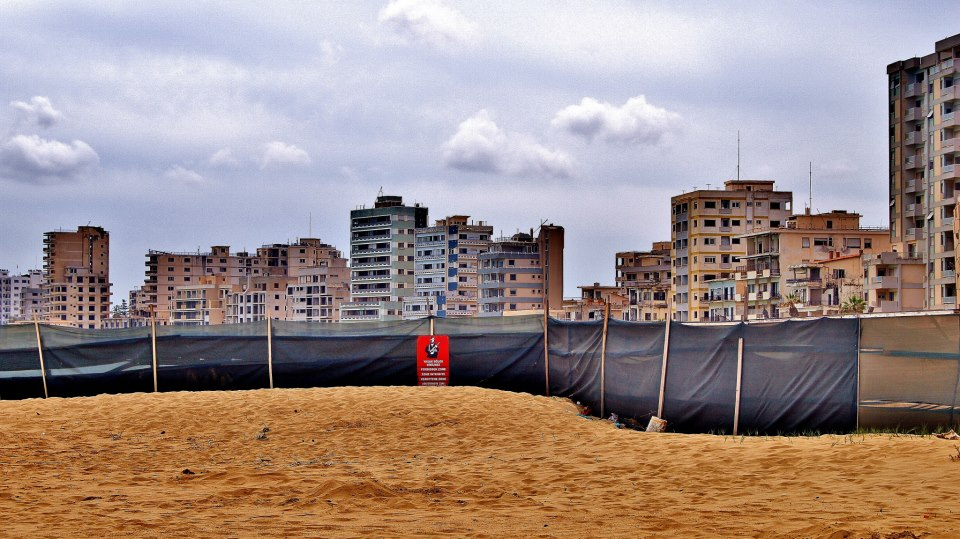

## Desporto
Famagusta é sede do clube Anorthosis.